# دانشگاه بین‌المللی ترکمن-ترکیه
دانشگاه بین‌المللی ترکمن-ترکیه (به لاتین: International Turkmen-Turkish University) یک دانشگاه دولتی در ترکمنستان است که در عشق‌آباد واقع شده‌است.